# Squamellaria wilsonii
Squamellaria wilsonii — вид квіткових рослин родини Маренові (Rubiaceae).

## Поширення
Ендемік острова Тавеуні на Фіджі. Росте як епіфіт на деревах у місцях з великою кількістю вологи та помірним освітленням.

## Опис
Потовщене стебло до 25 см завдовжки. Загальна довжина рослини з листям може сягати 60 см. Квіти білі. У домаціях стебла рослини живуть мурахи виду Philidris nagasau.